# Acétolactate synthase
Pour les articles homonymes, voir ALS.
L'acétolactate synthase (ALS, ou encore AHAS) est la première enzyme commune à la voie de biosynthèse des acides aminés ramifiés, présente chez les plantes et les microorganismes. Ces acides aminés à chaîne ramifiée sont la valine, la leucine et l'isoleucine.

## Cible principale des herbicides«inhibiteurs»
Les herbicides qui inhibent l'ALS font partie des herbicides les plus utilisés dans le monde, avec de nouvelles matières actives, récemment mises au point (ex : pyroxsulame). Localement, « l'emploi systématique d'herbicides inhibiteurs de l'ACCase, puis d'inhibiteurs de l'ALS, a sélectionné des plantes de vulpin résistantes à la plupart des substances ayant ces modes d'action (fénoxaprop, clodinafop, pinoxaden, quizalofop, iodosulfuron+mésosulfuron et pyroxsulame) », y compris dans les pays dits en voie de développement avec par exemple au Maroc des souches d'ivraie raide (Lolium rigidum) trouvée entre 2000 et 2009 devenue résistante dans les régions de Doukkala à « 9 herbicides anti-graminées (Clodinafop, Diclofop, Fluazifop, Haloxyfop, Pinoxaden, Propaquizafop, Quizalofop, Séthoxydime et Tralkoxydime) mais encore sensible à 11 autres herbicides (Cléthodime, Flucarbazone, Glyphosate, Iodosulfuron, Mésosulfuron, Paraquat, Pronamide ou Propyzamide, Prosulfocarbe, Pyroxsulame, S-Métolachlore et Sulfosate) ».